# Lisa Su
Lisa Su (Tainan, 7 novembre 1969) è una dirigente d'azienda e ingegnere elettrico taiwanese.

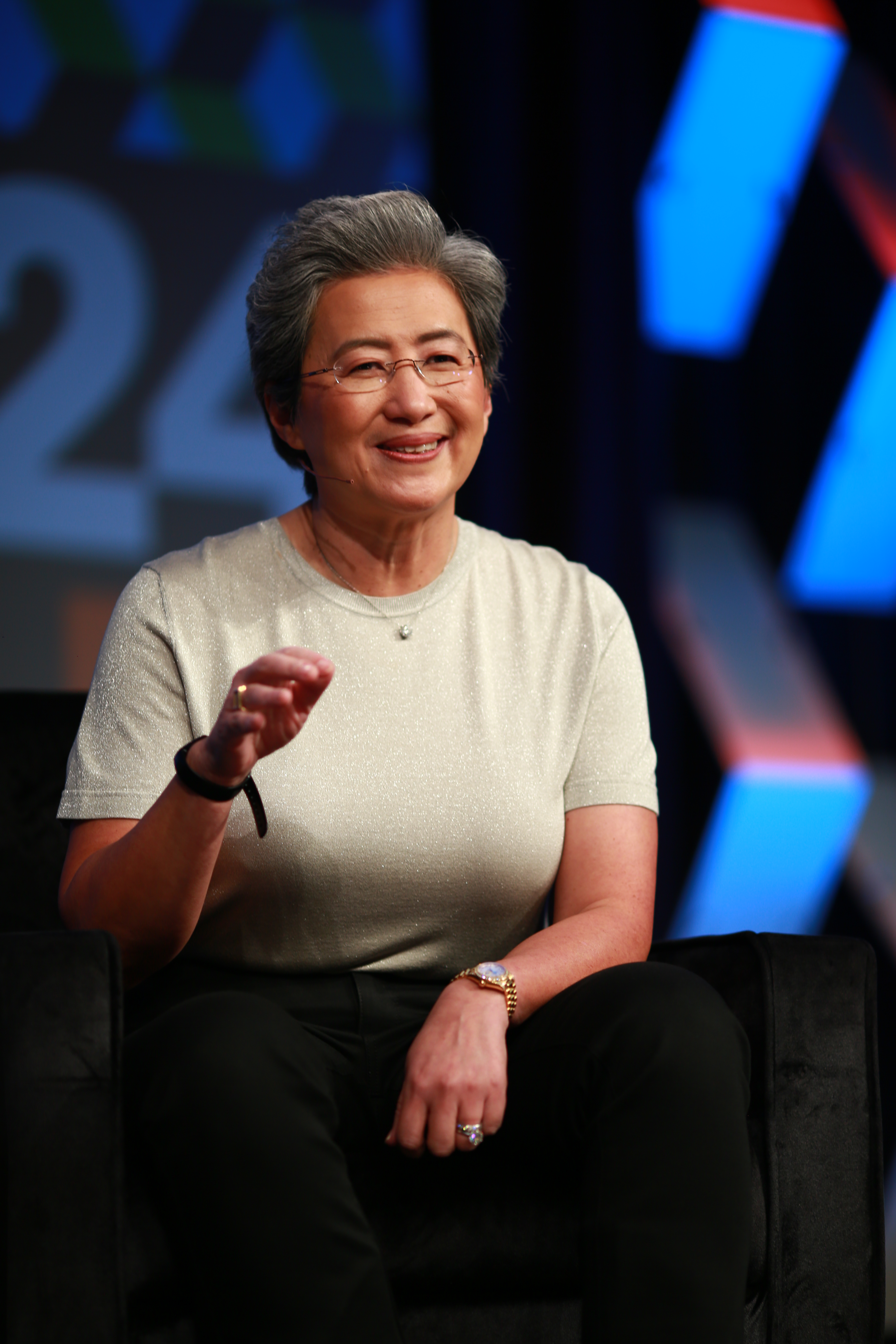
Lisa Su

È l'amministratore delegato e presidente di Advanced Micro Devices (AMD).

All'inizio della sua carriera, Su ha lavorato presso Texas Instruments, IBM e Freescale Semiconductor in posizioni di ingegneria e gestione. È nota per il suo lavoro nello sviluppo di tecnologie di produzione di semiconduttori al silicio su isolante e di chip semiconduttori più efficienti durante il suo periodo come vice presidente del Centro di ricerca e sviluppo di semiconduttori di IBM.
Su è stata nominata presidente e CEO di AMD nell'ottobre 2014, dopo essersi unita alla società nel 2012 e ricoprendo ruoli come vice presidente senior delle unità aziendali globali di AMD e direttore operativo. Attualmente fa parte dei consigli di amministrazione di Analog Devices, Global Semiconductor Alliance e U.S. Semiconductor Industry Association, ed è membro dell'Institute of Electrical and Electronics Engineers (IEEE). Riconosciuta con una serie di premi e riconoscimenti, è stata nominata Executive of the Year da EE Times nel 2014 e una dei più grandi leader mondiali nel 2017 da Fortune.

## Biografia
Lisa Tzwu-Fang Su è nata a Taiwan nella città costiera di Tainan, nel novembre del 1969, dai genitori taiwanesi Chun-Hwai Su (蘇春槐) e Sandy Su (羅淑雅) e immigrata negli Stati Uniti all'età di circa 3 anni. Sia lei che suo fratello furono incoraggiati a studiare matematica e scienze da bambini, e all'età di soli sette anni suo padre, uno statistico in pensione, iniziò a interrogarla su tavoli di moltiplicazione. Sua madre, una contabile che in seguito divenne imprenditrice, la introdusse a concetti imprenditoriali. In giovane età, Su aspirava ad essere un ingegnere, spiegando "Avevo solo grande curiosità su come funzionavano le cose". Aveva 10 anni quando iniziò a smontare e poi a riparare le macchine telecomandate di suo fratello e possedette il suo primo computer durante la scuola media, un Apple II. Ha frequentato la Bronx High School of Science di New York City, diplomandosi nel 1986.
Su ha iniziato a frequentare il Massachusetts Institute of Technology (MIT) nell'autunno del 1986, con l'intenzione di specializzarsi in ingegneria elettrica o informatica. Si dedicò all'ingegneria elettrica, ricordandola come quella che sembrava la specializzazione più difficile. Durante il suo primo anno ha lavorato come assistente di ricerca universitaria nella "produzione di wafer di silicio di prova per studenti laureati" attraverso il Programma di ricerca di opportunità di studio (UROP). Il progetto, così come i suoi lavori estivi presso Analog Devices, hanno alimentato il suo interesse per i semiconduttori. Rimase concentrata sull'argomento per il resto della sua istruzione, trascorrendo gran parte del suo tempo nei laboratori a progettare e migliorare i prodotti. Dopo aver conseguito la laurea in ingegneria elettrica, nel 1991 ha conseguito la laurea magistrale presso il MIT. Dal 1990 al 1994 ha studiato per il suo dottorato di ricerca con il consigliere del MIT Dimitri Antoniadis. Il MIT Technology Review riferisce che Su, come candidato al dottorato, è stata "una delle prime ricercatrici a esaminare la tecnologia del silicio su isolante (SOI), una tecnica non ancora dimostrata per aumentare l'efficienza dei transistor costruendoli su strati di materiale isolante". Si è laureata con il dottorato in ingegneria elettrica presso il MIT nel 1994. La sua tesi di dottorato è stata intitolata MOSFET al silicio su isolante (SOI) per submicrometri estremi.

## Carriera

### 1994-1999: Texas Instruments e IBM R&D
Nel giugno 1994, Su è diventata membro dello staff tecnico di Texas Instruments, lavorando nel Semiconductor Process and Device Center (SPDC) dell'azienda fino al febbraio 1995. Quel mese, IBM assunse Su come membro dello staff di ricerca specializzato in fisica dei dispositivi e fu nominata vicepresidente del centro di ricerca e sviluppo di semiconduttori di IBM. Durante la sua permanenza in IBM, Su ha svolto un "ruolo critico" nello sviluppo della "ricetta" per far funzionare le connessioni in rame con i chip semiconduttori evitando l'uso dell'alluminio ", risolvendo il problema di prevenire la contaminazione da impurità del rame nei dispositivi durante la produzione ". Lavorando con vari team di progettazione IBM sui dettagli del dispositivo, Su ha spiegato, "la mia specialità non era il rame, ma sono migrata dove erano i problemi". La tecnologia del rame è stata lanciata nel 1998 portando a nuovi standard industriali e chip che erano fino al 20% più veloci rispetto alle versioni convenzionali.

### 2000-2007: divisione IBM Emerging Products
Nel 2000, a Su è stato assegnato un incarico per un anno come assistente tecnico per Lou Gerstner, CEO di IBM. Successivamente ha assunto il ruolo di direttore di progetti emergenti, affermando che "Ero fondamentalmente direttore di me stesso - non c'era nessun altro nel gruppo". Come capo e fondatore della divisione Emerging Products di IBM, ha gestito una startup e ha presto assunto 10 dipendenti per concentrarsi su biochip e "semiconduttori a bassa potenza e banda larga". Il loro primo prodotto fu un microprocessore che migliorò la durata della batteria di telefoni e altri dispositivi portatili. MIT Technology Review l'ha nominata "Top Innovator Under 35" nel 2001, in parte grazie al suo lavoro con i prodotti emergenti. Inoltre, attraverso la divisione, ha rappresentato IBM in una collaborazione per creare chip di prossima generazione con Sony e Toshiba. Ken Kutaragi ha addebitato alla collaborazione il merito di "aver migliorato le prestazioni dei processori di macchine da gioco di un fattore di 1.000", e il team di Su alla fine ha avuto l'idea di un chip a nove processori, che in seguito divenne il microprocessore Cell utilizzato per alimentare dispositivi come il Sony PlayStation 3. A partire dal 2006, ha continuato a servire come vice presidente del centro di ricerca e sviluppo di semiconduttori presso IBM, ricoprendo il ruolo fino a maggio 2007.

### 2007-2011: Freescale Semiconductor
Su è entrata nella Freescale Semiconductor nel giugno 2007 come Direttore Tecnico (CTO), dirigendo la ricerca e lo sviluppo dell'azienda fino ad agosto 2009. Da settembre 2008 a dicembre 2011, è stata vicepresidente senior e direttore generale del gruppo multimediale e di rete di Freescale, ed è stata responsabile della strategia globale, del marketing e dell'ingegneria per il business delle comunicazioni integrate e del processore di applicazioni. Come capo del business dei chip di rete dell'azienda, EE Times le ha attribuito il merito di aver aiutato Freescale a ottenere "la sua casa in ordine", con la società che presentava una IPO nel 2011.

### 2012-2014: carica AMD
Su è diventata vicepresidente senior e direttore generale di Advanced Micro Devices (AMD) nel gennaio 2012, supervisionando le unità di business globali dell'azienda e la "esecuzione commerciale end-to-end" dei prodotti AMD. Nel corso dei due anni successivi "ha svolto un ruolo di primo piano" spingendo l'azienda a diversificarsi oltre il mercato dei PC, incluso lavorare con Microsoft e Sony per posizionare i chip AMD nelle console di gioco Xbox One e PS4.
L'8 ottobre 2014, AMD ha annunciato la nomina di Su a presidente e CEO, in sostituzione di Rory Read. Su ha dichiarato che il suo piano per l'azienda prevede di concentrarsi sulla realizzazione dei "giusti investimenti tecnologici", razionalizzando la linea di prodotti e continuando a diversificarsi, affermando anche di voler "semplificare" la società e accelerare lo sviluppo di nuove tecnologie. Un certo numero di analisti ha elogiato l'appuntamento a causa delle credenziali di Su, rilevando che AMD stava cercando di crescere in aree di prodotto in cui Su aveva "una vasta esperienza".

### 2015-2016: diversificazione AMD

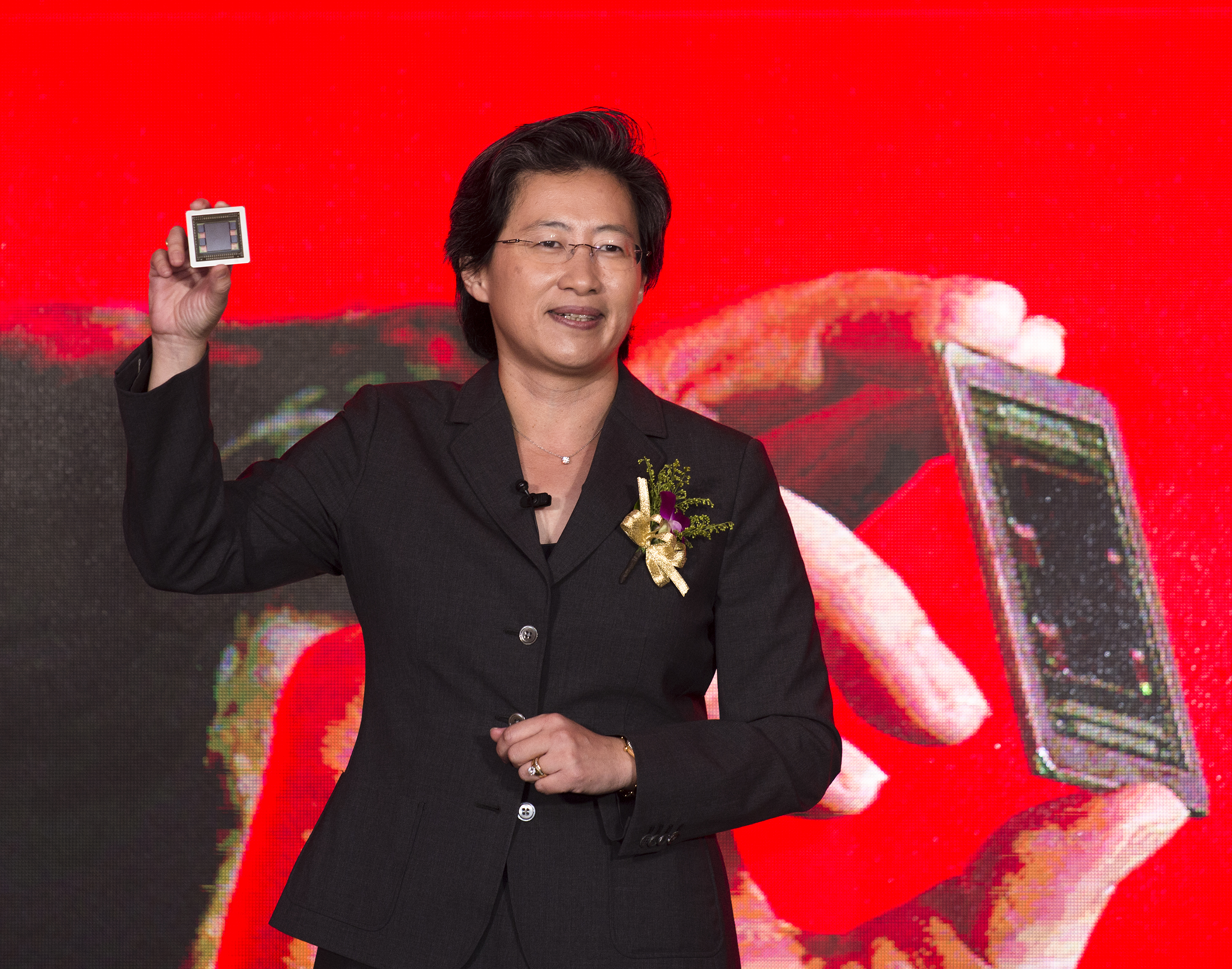
CEO di AMD, Lisa Su, nel giugno 2015

A febbraio 2015, circa il 40% delle vendite di AMD proveniva da mercati non PC, come console per videogiochi e dispositivi integrati. Quando Su è entrata in AMD nel 2012, circa il 10% delle vendite proveniva da prodotti non PC. Nel maggio 2015, Su e altri dirigenti di AMD hanno presentato una strategia a lungo termine affinché l'azienda si concentrasse sullo sviluppo di tecnologie di elaborazione e grafica ad alte prestazioni per tre aree di crescita: Gaming, datacenter e delle "piattaforme immersive".
Nel gennaio 2016, Su ha annunciato che AMD stava lavorando su nuovi chip basati su FinFET per creare una nuova linea di microprocessori, prodotti, unità di elaborazione accelerata (APU), chip grafici e progetti di chip semi-personalizzati per console di videogiochi inedite. Il valore delle azioni di AMD è aumentato a luglio 2016, quando AMD ha registrato una forte crescita dei ricavi. Fortune ha attribuito la statistica "impressionante" a Su, affermando che "continua ad essere eseguita sul suo piano di rimonta   ... i guadagni chiave dei chip di grafica per console e videogiochi hanno aumentato i risultati e un accordo intelligente con i progetti di chip per server di licenza in Cina ".

### 2017-presente: Ryzen
Dopo il lancio iniziale dei chip Zen nel secondo trimestre 2017, la percentuale di AMD sulla quota di mercato delle CPU è salita a quasi l'11%. Le CPU Ryzen hanno ricevuto recensioni favorevoli da una varietà di punti vendita, evidenziando in particolare il loro elevato numero di thread a prezzi drasticamente inferiori a quelli di Intel, in particolare nel mercato informatico ad alte prestazioni con la linea di processori per workstation AMD Ryzen Threadripper.
Nel febbraio 2022, Su è diventata presidente di AMD dopo aver completato un'acquisizione da 49 miliardi di dollari di FPGA e sistemi programmabili sul produttore di chip Xilinx.

## Amministrazione
Attualmente fa parte del consiglio di Analog Devices e Cisco Systems, Inc., nonché della Global Semiconductor Alliance (GSA) e della U.S. Semiconductor Industry Association (SIA). A partire dal 2016 ha pubblicato oltre 40 articoli tecnici, e ha anche collaborato nella scrittura di un capitolo di un libro sull'elettronica di consumo di prossima generazione.

## Premi e onorificenze

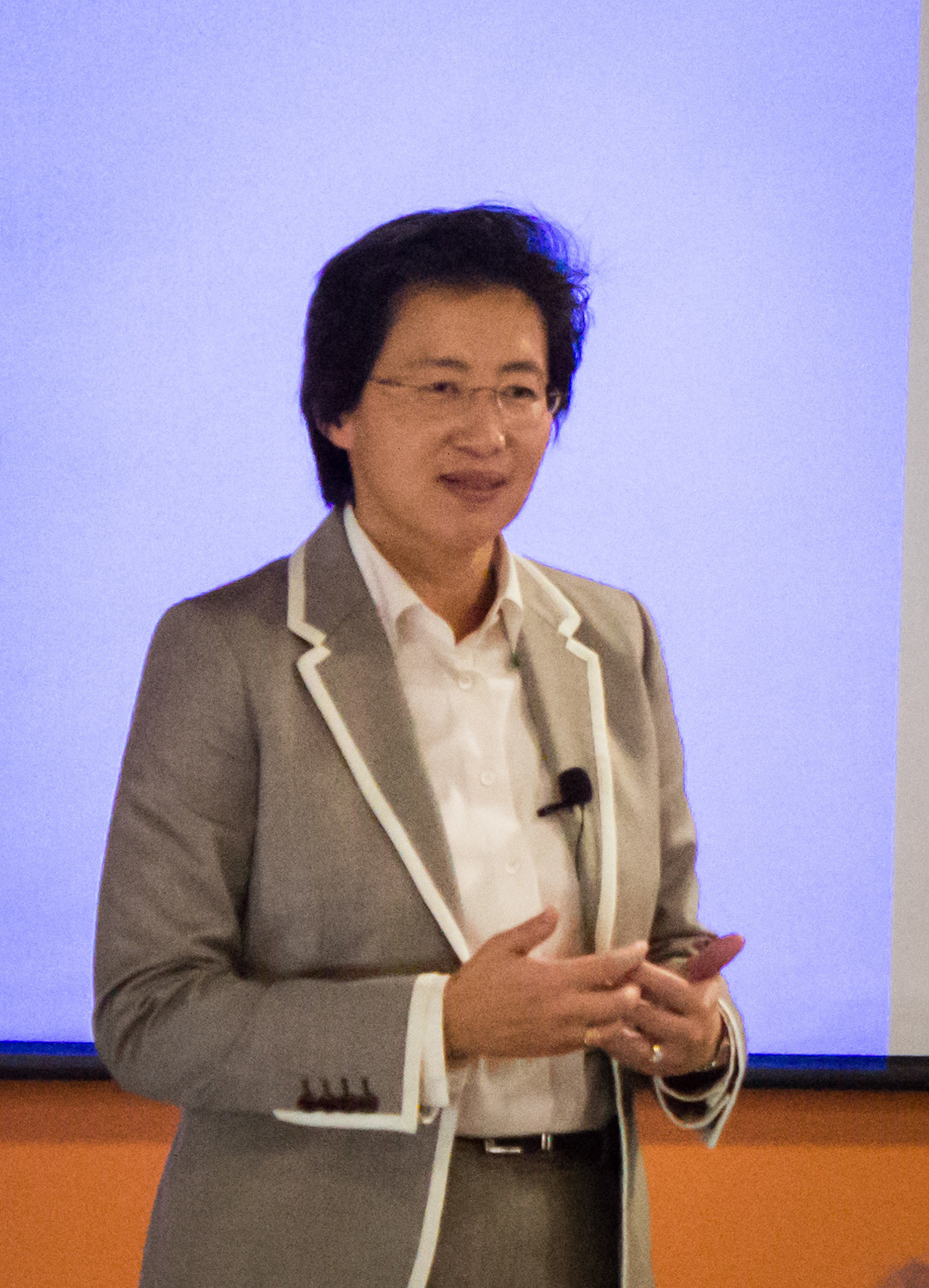
Su nel novembre 2014

Su è stata riconosciuta con una serie di premi durante la sua carriera. Nel 2002 è stata selezionata come una delle "Top 100 Young Innovators" da MIT Technology Review, e l'anno successivo la YWCA le ha assegnato un premio per i risultati eccezionali ottenuti nel mondo degli affari. Nel 2009, Su è stata nominata membro dell'Institute of Electrical and Electronics Engineers (IEEE), dopo aver pubblicato più di 40 articoli tecnici. Su è stata nominata "Executive of the Year 2014" all'EE Times e agli EDE 2014 ACE Awards.
Nel 2015, SFGate l'ha nominata per il premio inaugurale "Visionario dell'anno", che "saluta i leader che si sforzano di rendere il mondo un posto migliore e guidare il cambiamento sociale ed economico impiegando modelli e pratiche di business nuovi e innovativi".
Nel 2016 è stata nominata una delle "50 donne più potenti nella tecnologia" dal National Diversity Council e "Eccezionali 50 asiatici-americani nel mondo degli affari" con il Pinnacle Award dall'Asia American Business Development Center.
Nel 2017, Su è stata nominata "People to Watch" da HPCWire, "Top CEO dei semiconduttori", da Institutional Investor Magazine e "World's Greatest Leaders" da Fortune. Su fu nuovamente nominata una delle "50 donne più potenti nella tecnologia" dal National Diversity Council.
Nel 2018, Su ha ricevuto il UPWARD "Women of the Year Award", "Lifetime Achievement Award" dalla Greater Austin Asian Chamber, eletto alla National Academy of Engineering, Fortune's # 6 "Businessperson of the Year", Global Semiconductor Alliance "Dr. Morris Chang Exemplary Leadership Award", e la Top 50 Women In Tech americana di Forbes. È stata anche nominata presidente del consiglio di amministrazione della Global Semiconductor Alliance.
Nel 2019, Su è stata nominata "Il miglior CEO del mondo nel 2019" da Barron, # 44 "Le donne più potenti nel mondo degli affari" di Fortune # 26 " I migliori amministratori delegati del mondo " dall'Harvard Business Review e "The Bloomberg 50" di Bloomberg Businessweek

## Vita privata
Su e suo marito Dan vivono ad Austin, in Texas. Su e il co-fondatore e amministratore delegato di Nvidia, Jen-Hsun Huang, in più occasioni sono stati descritti come cugini o nipote e zio, Tuttavia, non c'è nulla a sostegno di queste affermazioni, e lei le ha respinte come "non vere".